# Jonathan Berger
Jonathan Berger (27 de mayo de 1983) es un deportista neocaledonio que compitió en judo. Ganó cuatro medallas en el Campeonato de Oceanía de Judo entre los años 2004 y 2011.

## Palmarés internacional
| Campeonato de Oceanía | Campeonato de Oceanía | Campeonato de Oceanía | Campeonato de Oceanía |
| Año                   | Lugar                 | Medalla               | Categoría             |
| --------------------- | --------------------- | --------------------- | --------------------- |
| 2004                  | Numea (Francia)       | Medalla de bronce     | –73 kg                |
| 2006                  | Papeete (Francia)     | Medalla de plata      | –73 kg                |
| 2006                  | Papeete (Francia)     | Medalla de bronce     | Abierta               |
| 2011                  | Papeete (Francia)     | Medalla de bronce     | –81 kg                |